# Гутгарта-1 тема
Те́ма Гу́тгарта-1 — тема в шаховій композиції. Суть теми — перекриття чорними своєї зв'язаної лінійної фігури, що використовується білими — вони при оголошенні мату опосередковано (непрямо) розв'язують цю тематичну фігуру.

## Історія
На цю ідею в 1917 році склав задачу шаховий композитор з Нідерландів Гаргардус Гутгарт (04.09.1892 — 17.05.1969).
Після вступного ходу білих виникає загроза мату, і чорні в захисті від загрози перекривають свою зв'язану фігуру. Білі використовують це перекриття і оголошують мат, розв'язуючи зв'язану фігуру, яка через перекриття не може попасти на стратегічну лінію.
Оскільки є ще одна тема, яка носить ім'я цього проблеміста, ця ідея дістала назву —  тема Гутгарта-1. Згодом стало відомо, що англійський шаховий композитор К. Менсфілд на дану ідею опублікував дві задачі ще раніше — в 1914 і 1915 роках, але назва збереглася — тема Гутгарта-1.
|   | a | b | c | d | e | f | g | h |   |
| 8 | b8 білий слон · e8 білий король · g7 чорний пішак · h7 чорний кінь · a6 біла тура · b6 чорний слон · e6 білий кінь · f6 чорний король · g6 чорний пішак · h6 чорний ферзь · h5 чорна тура · d4 білий кінь · h4 чорний пішак · b3 чорний кінь · h3 білий слон · f2 чорна тура · a1 білий ферзь · f1 біла тура | b8 білий слон · e8 білий король · g7 чорний пішак · h7 чорний кінь · a6 біла тура · b6 чорний слон · e6 білий кінь · f6 чорний король · g6 чорний пішак · h6 чорний ферзь · h5 чорна тура · d4 білий кінь · h4 чорний пішак · b3 чорний кінь · h3 білий слон · f2 чорна тура · a1 білий ферзь · f1 біла тура | b8 білий слон · e8 білий король · g7 чорний пішак · h7 чорний кінь · a6 біла тура · b6 чорний слон · e6 білий кінь · f6 чорний король · g6 чорний пішак · h6 чорний ферзь · h5 чорна тура · d4 білий кінь · h4 чорний пішак · b3 чорний кінь · h3 білий слон · f2 чорна тура · a1 білий ферзь · f1 біла тура | b8 білий слон · e8 білий король · g7 чорний пішак · h7 чорний кінь · a6 біла тура · b6 чорний слон · e6 білий кінь · f6 чорний король · g6 чорний пішак · h6 чорний ферзь · h5 чорна тура · d4 білий кінь · h4 чорний пішак · b3 чорний кінь · h3 білий слон · f2 чорна тура · a1 білий ферзь · f1 біла тура | b8 білий слон · e8 білий король · g7 чорний пішак · h7 чорний кінь · a6 біла тура · b6 чорний слон · e6 білий кінь · f6 чорний король · g6 чорний пішак · h6 чорний ферзь · h5 чорна тура · d4 білий кінь · h4 чорний пішак · b3 чорний кінь · h3 білий слон · f2 чорна тура · a1 білий ферзь · f1 біла тура | b8 білий слон · e8 білий король · g7 чорний пішак · h7 чорний кінь · a6 біла тура · b6 чорний слон · e6 білий кінь · f6 чорний король · g6 чорний пішак · h6 чорний ферзь · h5 чорна тура · d4 білий кінь · h4 чорний пішак · b3 чорний кінь · h3 білий слон · f2 чорна тура · a1 білий ферзь · f1 біла тура | b8 білий слон · e8 білий король · g7 чорний пішак · h7 чорний кінь · a6 біла тура · b6 чорний слон · e6 білий кінь · f6 чорний король · g6 чорний пішак · h6 чорний ферзь · h5 чорна тура · d4 білий кінь · h4 чорний пішак · b3 чорний кінь · h3 білий слон · f2 чорна тура · a1 білий ферзь · f1 біла тура | b8 білий слон · e8 білий король · g7 чорний пішак · h7 чорний кінь · a6 біла тура · b6 чорний слон · e6 білий кінь · f6 чорний король · g6 чорний пішак · h6 чорний ферзь · h5 чорна тура · d4 білий кінь · h4 чорний пішак · b3 чорний кінь · h3 білий слон · f2 чорна тура · a1 білий ферзь · f1 біла тура | 8 |
| 7 | b8 білий слон · e8 білий король · g7 чорний пішак · h7 чорний кінь · a6 біла тура · b6 чорний слон · e6 білий кінь · f6 чорний король · g6 чорний пішак · h6 чорний ферзь · h5 чорна тура · d4 білий кінь · h4 чорний пішак · b3 чорний кінь · h3 білий слон · f2 чорна тура · a1 білий ферзь · f1 біла тура | b8 білий слон · e8 білий король · g7 чорний пішак · h7 чорний кінь · a6 біла тура · b6 чорний слон · e6 білий кінь · f6 чорний король · g6 чорний пішак · h6 чорний ферзь · h5 чорна тура · d4 білий кінь · h4 чорний пішак · b3 чорний кінь · h3 білий слон · f2 чорна тура · a1 білий ферзь · f1 біла тура | b8 білий слон · e8 білий король · g7 чорний пішак · h7 чорний кінь · a6 біла тура · b6 чорний слон · e6 білий кінь · f6 чорний король · g6 чорний пішак · h6 чорний ферзь · h5 чорна тура · d4 білий кінь · h4 чорний пішак · b3 чорний кінь · h3 білий слон · f2 чорна тура · a1 білий ферзь · f1 біла тура | b8 білий слон · e8 білий король · g7 чорний пішак · h7 чорний кінь · a6 біла тура · b6 чорний слон · e6 білий кінь · f6 чорний король · g6 чорний пішак · h6 чорний ферзь · h5 чорна тура · d4 білий кінь · h4 чорний пішак · b3 чорний кінь · h3 білий слон · f2 чорна тура · a1 білий ферзь · f1 біла тура | b8 білий слон · e8 білий король · g7 чорний пішак · h7 чорний кінь · a6 біла тура · b6 чорний слон · e6 білий кінь · f6 чорний король · g6 чорний пішак · h6 чорний ферзь · h5 чорна тура · d4 білий кінь · h4 чорний пішак · b3 чорний кінь · h3 білий слон · f2 чорна тура · a1 білий ферзь · f1 біла тура | b8 білий слон · e8 білий король · g7 чорний пішак · h7 чорний кінь · a6 біла тура · b6 чорний слон · e6 білий кінь · f6 чорний король · g6 чорний пішак · h6 чорний ферзь · h5 чорна тура · d4 білий кінь · h4 чорний пішак · b3 чорний кінь · h3 білий слон · f2 чорна тура · a1 білий ферзь · f1 біла тура | b8 білий слон · e8 білий король · g7 чорний пішак · h7 чорний кінь · a6 біла тура · b6 чорний слон · e6 білий кінь · f6 чорний король · g6 чорний пішак · h6 чорний ферзь · h5 чорна тура · d4 білий кінь · h4 чорний пішак · b3 чорний кінь · h3 білий слон · f2 чорна тура · a1 білий ферзь · f1 біла тура | b8 білий слон · e8 білий король · g7 чорний пішак · h7 чорний кінь · a6 біла тура · b6 чорний слон · e6 білий кінь · f6 чорний король · g6 чорний пішак · h6 чорний ферзь · h5 чорна тура · d4 білий кінь · h4 чорний пішак · b3 чорний кінь · h3 білий слон · f2 чорна тура · a1 білий ферзь · f1 біла тура | 7 |
| 6 | b8 білий слон · e8 білий король · g7 чорний пішак · h7 чорний кінь · a6 біла тура · b6 чорний слон · e6 білий кінь · f6 чорний король · g6 чорний пішак · h6 чорний ферзь · h5 чорна тура · d4 білий кінь · h4 чорний пішак · b3 чорний кінь · h3 білий слон · f2 чорна тура · a1 білий ферзь · f1 біла тура | b8 білий слон · e8 білий король · g7 чорний пішак · h7 чорний кінь · a6 біла тура · b6 чорний слон · e6 білий кінь · f6 чорний король · g6 чорний пішак · h6 чорний ферзь · h5 чорна тура · d4 білий кінь · h4 чорний пішак · b3 чорний кінь · h3 білий слон · f2 чорна тура · a1 білий ферзь · f1 біла тура | b8 білий слон · e8 білий король · g7 чорний пішак · h7 чорний кінь · a6 біла тура · b6 чорний слон · e6 білий кінь · f6 чорний король · g6 чорний пішак · h6 чорний ферзь · h5 чорна тура · d4 білий кінь · h4 чорний пішак · b3 чорний кінь · h3 білий слон · f2 чорна тура · a1 білий ферзь · f1 біла тура | b8 білий слон · e8 білий король · g7 чорний пішак · h7 чорний кінь · a6 біла тура · b6 чорний слон · e6 білий кінь · f6 чорний король · g6 чорний пішак · h6 чорний ферзь · h5 чорна тура · d4 білий кінь · h4 чорний пішак · b3 чорний кінь · h3 білий слон · f2 чорна тура · a1 білий ферзь · f1 біла тура | b8 білий слон · e8 білий король · g7 чорний пішак · h7 чорний кінь · a6 біла тура · b6 чорний слон · e6 білий кінь · f6 чорний король · g6 чорний пішак · h6 чорний ферзь · h5 чорна тура · d4 білий кінь · h4 чорний пішак · b3 чорний кінь · h3 білий слон · f2 чорна тура · a1 білий ферзь · f1 біла тура | b8 білий слон · e8 білий король · g7 чорний пішак · h7 чорний кінь · a6 біла тура · b6 чорний слон · e6 білий кінь · f6 чорний король · g6 чорний пішак · h6 чорний ферзь · h5 чорна тура · d4 білий кінь · h4 чорний пішак · b3 чорний кінь · h3 білий слон · f2 чорна тура · a1 білий ферзь · f1 біла тура | b8 білий слон · e8 білий король · g7 чорний пішак · h7 чорний кінь · a6 біла тура · b6 чорний слон · e6 білий кінь · f6 чорний король · g6 чорний пішак · h6 чорний ферзь · h5 чорна тура · d4 білий кінь · h4 чорний пішак · b3 чорний кінь · h3 білий слон · f2 чорна тура · a1 білий ферзь · f1 біла тура | b8 білий слон · e8 білий король · g7 чорний пішак · h7 чорний кінь · a6 біла тура · b6 чорний слон · e6 білий кінь · f6 чорний король · g6 чорний пішак · h6 чорний ферзь · h5 чорна тура · d4 білий кінь · h4 чорний пішак · b3 чорний кінь · h3 білий слон · f2 чорна тура · a1 білий ферзь · f1 біла тура | 6 |
| 5 | b8 білий слон · e8 білий король · g7 чорний пішак · h7 чорний кінь · a6 біла тура · b6 чорний слон · e6 білий кінь · f6 чорний король · g6 чорний пішак · h6 чорний ферзь · h5 чорна тура · d4 білий кінь · h4 чорний пішак · b3 чорний кінь · h3 білий слон · f2 чорна тура · a1 білий ферзь · f1 біла тура | b8 білий слон · e8 білий король · g7 чорний пішак · h7 чорний кінь · a6 біла тура · b6 чорний слон · e6 білий кінь · f6 чорний король · g6 чорний пішак · h6 чорний ферзь · h5 чорна тура · d4 білий кінь · h4 чорний пішак · b3 чорний кінь · h3 білий слон · f2 чорна тура · a1 білий ферзь · f1 біла тура | b8 білий слон · e8 білий король · g7 чорний пішак · h7 чорний кінь · a6 біла тура · b6 чорний слон · e6 білий кінь · f6 чорний король · g6 чорний пішак · h6 чорний ферзь · h5 чорна тура · d4 білий кінь · h4 чорний пішак · b3 чорний кінь · h3 білий слон · f2 чорна тура · a1 білий ферзь · f1 біла тура | b8 білий слон · e8 білий король · g7 чорний пішак · h7 чорний кінь · a6 біла тура · b6 чорний слон · e6 білий кінь · f6 чорний король · g6 чорний пішак · h6 чорний ферзь · h5 чорна тура · d4 білий кінь · h4 чорний пішак · b3 чорний кінь · h3 білий слон · f2 чорна тура · a1 білий ферзь · f1 біла тура | b8 білий слон · e8 білий король · g7 чорний пішак · h7 чорний кінь · a6 біла тура · b6 чорний слон · e6 білий кінь · f6 чорний король · g6 чорний пішак · h6 чорний ферзь · h5 чорна тура · d4 білий кінь · h4 чорний пішак · b3 чорний кінь · h3 білий слон · f2 чорна тура · a1 білий ферзь · f1 біла тура | b8 білий слон · e8 білий король · g7 чорний пішак · h7 чорний кінь · a6 біла тура · b6 чорний слон · e6 білий кінь · f6 чорний король · g6 чорний пішак · h6 чорний ферзь · h5 чорна тура · d4 білий кінь · h4 чорний пішак · b3 чорний кінь · h3 білий слон · f2 чорна тура · a1 білий ферзь · f1 біла тура | b8 білий слон · e8 білий король · g7 чорний пішак · h7 чорний кінь · a6 біла тура · b6 чорний слон · e6 білий кінь · f6 чорний король · g6 чорний пішак · h6 чорний ферзь · h5 чорна тура · d4 білий кінь · h4 чорний пішак · b3 чорний кінь · h3 білий слон · f2 чорна тура · a1 білий ферзь · f1 біла тура | b8 білий слон · e8 білий король · g7 чорний пішак · h7 чорний кінь · a6 біла тура · b6 чорний слон · e6 білий кінь · f6 чорний король · g6 чорний пішак · h6 чорний ферзь · h5 чорна тура · d4 білий кінь · h4 чорний пішак · b3 чорний кінь · h3 білий слон · f2 чорна тура · a1 білий ферзь · f1 біла тура | 5 |
| 4 | b8 білий слон · e8 білий король · g7 чорний пішак · h7 чорний кінь · a6 біла тура · b6 чорний слон · e6 білий кінь · f6 чорний король · g6 чорний пішак · h6 чорний ферзь · h5 чорна тура · d4 білий кінь · h4 чорний пішак · b3 чорний кінь · h3 білий слон · f2 чорна тура · a1 білий ферзь · f1 біла тура | b8 білий слон · e8 білий король · g7 чорний пішак · h7 чорний кінь · a6 біла тура · b6 чорний слон · e6 білий кінь · f6 чорний король · g6 чорний пішак · h6 чорний ферзь · h5 чорна тура · d4 білий кінь · h4 чорний пішак · b3 чорний кінь · h3 білий слон · f2 чорна тура · a1 білий ферзь · f1 біла тура | b8 білий слон · e8 білий король · g7 чорний пішак · h7 чорний кінь · a6 біла тура · b6 чорний слон · e6 білий кінь · f6 чорний король · g6 чорний пішак · h6 чорний ферзь · h5 чорна тура · d4 білий кінь · h4 чорний пішак · b3 чорний кінь · h3 білий слон · f2 чорна тура · a1 білий ферзь · f1 біла тура | b8 білий слон · e8 білий король · g7 чорний пішак · h7 чорний кінь · a6 біла тура · b6 чорний слон · e6 білий кінь · f6 чорний король · g6 чорний пішак · h6 чорний ферзь · h5 чорна тура · d4 білий кінь · h4 чорний пішак · b3 чорний кінь · h3 білий слон · f2 чорна тура · a1 білий ферзь · f1 біла тура | b8 білий слон · e8 білий король · g7 чорний пішак · h7 чорний кінь · a6 біла тура · b6 чорний слон · e6 білий кінь · f6 чорний король · g6 чорний пішак · h6 чорний ферзь · h5 чорна тура · d4 білий кінь · h4 чорний пішак · b3 чорний кінь · h3 білий слон · f2 чорна тура · a1 білий ферзь · f1 біла тура | b8 білий слон · e8 білий король · g7 чорний пішак · h7 чорний кінь · a6 біла тура · b6 чорний слон · e6 білий кінь · f6 чорний король · g6 чорний пішак · h6 чорний ферзь · h5 чорна тура · d4 білий кінь · h4 чорний пішак · b3 чорний кінь · h3 білий слон · f2 чорна тура · a1 білий ферзь · f1 біла тура | b8 білий слон · e8 білий король · g7 чорний пішак · h7 чорний кінь · a6 біла тура · b6 чорний слон · e6 білий кінь · f6 чорний король · g6 чорний пішак · h6 чорний ферзь · h5 чорна тура · d4 білий кінь · h4 чорний пішак · b3 чорний кінь · h3 білий слон · f2 чорна тура · a1 білий ферзь · f1 біла тура | b8 білий слон · e8 білий король · g7 чорний пішак · h7 чорний кінь · a6 біла тура · b6 чорний слон · e6 білий кінь · f6 чорний король · g6 чорний пішак · h6 чорний ферзь · h5 чорна тура · d4 білий кінь · h4 чорний пішак · b3 чорний кінь · h3 білий слон · f2 чорна тура · a1 білий ферзь · f1 біла тура | 4 |
| 3 | b8 білий слон · e8 білий король · g7 чорний пішак · h7 чорний кінь · a6 біла тура · b6 чорний слон · e6 білий кінь · f6 чорний король · g6 чорний пішак · h6 чорний ферзь · h5 чорна тура · d4 білий кінь · h4 чорний пішак · b3 чорний кінь · h3 білий слон · f2 чорна тура · a1 білий ферзь · f1 біла тура | b8 білий слон · e8 білий король · g7 чорний пішак · h7 чорний кінь · a6 біла тура · b6 чорний слон · e6 білий кінь · f6 чорний король · g6 чорний пішак · h6 чорний ферзь · h5 чорна тура · d4 білий кінь · h4 чорний пішак · b3 чорний кінь · h3 білий слон · f2 чорна тура · a1 білий ферзь · f1 біла тура | b8 білий слон · e8 білий король · g7 чорний пішак · h7 чорний кінь · a6 біла тура · b6 чорний слон · e6 білий кінь · f6 чорний король · g6 чорний пішак · h6 чорний ферзь · h5 чорна тура · d4 білий кінь · h4 чорний пішак · b3 чорний кінь · h3 білий слон · f2 чорна тура · a1 білий ферзь · f1 біла тура | b8 білий слон · e8 білий король · g7 чорний пішак · h7 чорний кінь · a6 біла тура · b6 чорний слон · e6 білий кінь · f6 чорний король · g6 чорний пішак · h6 чорний ферзь · h5 чорна тура · d4 білий кінь · h4 чорний пішак · b3 чорний кінь · h3 білий слон · f2 чорна тура · a1 білий ферзь · f1 біла тура | b8 білий слон · e8 білий король · g7 чорний пішак · h7 чорний кінь · a6 біла тура · b6 чорний слон · e6 білий кінь · f6 чорний король · g6 чорний пішак · h6 чорний ферзь · h5 чорна тура · d4 білий кінь · h4 чорний пішак · b3 чорний кінь · h3 білий слон · f2 чорна тура · a1 білий ферзь · f1 біла тура | b8 білий слон · e8 білий король · g7 чорний пішак · h7 чорний кінь · a6 біла тура · b6 чорний слон · e6 білий кінь · f6 чорний король · g6 чорний пішак · h6 чорний ферзь · h5 чорна тура · d4 білий кінь · h4 чорний пішак · b3 чорний кінь · h3 білий слон · f2 чорна тура · a1 білий ферзь · f1 біла тура | b8 білий слон · e8 білий король · g7 чорний пішак · h7 чорний кінь · a6 біла тура · b6 чорний слон · e6 білий кінь · f6 чорний король · g6 чорний пішак · h6 чорний ферзь · h5 чорна тура · d4 білий кінь · h4 чорний пішак · b3 чорний кінь · h3 білий слон · f2 чорна тура · a1 білий ферзь · f1 біла тура | b8 білий слон · e8 білий король · g7 чорний пішак · h7 чорний кінь · a6 біла тура · b6 чорний слон · e6 білий кінь · f6 чорний король · g6 чорний пішак · h6 чорний ферзь · h5 чорна тура · d4 білий кінь · h4 чорний пішак · b3 чорний кінь · h3 білий слон · f2 чорна тура · a1 білий ферзь · f1 біла тура | 3 |
| 2 | b8 білий слон · e8 білий король · g7 чорний пішак · h7 чорний кінь · a6 біла тура · b6 чорний слон · e6 білий кінь · f6 чорний король · g6 чорний пішак · h6 чорний ферзь · h5 чорна тура · d4 білий кінь · h4 чорний пішак · b3 чорний кінь · h3 білий слон · f2 чорна тура · a1 білий ферзь · f1 біла тура | b8 білий слон · e8 білий король · g7 чорний пішак · h7 чорний кінь · a6 біла тура · b6 чорний слон · e6 білий кінь · f6 чорний король · g6 чорний пішак · h6 чорний ферзь · h5 чорна тура · d4 білий кінь · h4 чорний пішак · b3 чорний кінь · h3 білий слон · f2 чорна тура · a1 білий ферзь · f1 біла тура | b8 білий слон · e8 білий король · g7 чорний пішак · h7 чорний кінь · a6 біла тура · b6 чорний слон · e6 білий кінь · f6 чорний король · g6 чорний пішак · h6 чорний ферзь · h5 чорна тура · d4 білий кінь · h4 чорний пішак · b3 чорний кінь · h3 білий слон · f2 чорна тура · a1 білий ферзь · f1 біла тура | b8 білий слон · e8 білий король · g7 чорний пішак · h7 чорний кінь · a6 біла тура · b6 чорний слон · e6 білий кінь · f6 чорний король · g6 чорний пішак · h6 чорний ферзь · h5 чорна тура · d4 білий кінь · h4 чорний пішак · b3 чорний кінь · h3 білий слон · f2 чорна тура · a1 білий ферзь · f1 біла тура | b8 білий слон · e8 білий король · g7 чорний пішак · h7 чорний кінь · a6 біла тура · b6 чорний слон · e6 білий кінь · f6 чорний король · g6 чорний пішак · h6 чорний ферзь · h5 чорна тура · d4 білий кінь · h4 чорний пішак · b3 чорний кінь · h3 білий слон · f2 чорна тура · a1 білий ферзь · f1 біла тура | b8 білий слон · e8 білий король · g7 чорний пішак · h7 чорний кінь · a6 біла тура · b6 чорний слон · e6 білий кінь · f6 чорний король · g6 чорний пішак · h6 чорний ферзь · h5 чорна тура · d4 білий кінь · h4 чорний пішак · b3 чорний кінь · h3 білий слон · f2 чорна тура · a1 білий ферзь · f1 біла тура | b8 білий слон · e8 білий король · g7 чорний пішак · h7 чорний кінь · a6 біла тура · b6 чорний слон · e6 білий кінь · f6 чорний король · g6 чорний пішак · h6 чорний ферзь · h5 чорна тура · d4 білий кінь · h4 чорний пішак · b3 чорний кінь · h3 білий слон · f2 чорна тура · a1 білий ферзь · f1 біла тура | b8 білий слон · e8 білий король · g7 чорний пішак · h7 чорний кінь · a6 біла тура · b6 чорний слон · e6 білий кінь · f6 чорний король · g6 чорний пішак · h6 чорний ферзь · h5 чорна тура · d4 білий кінь · h4 чорний пішак · b3 чорний кінь · h3 білий слон · f2 чорна тура · a1 білий ферзь · f1 біла тура | 2 |
| 1 | b8 білий слон · e8 білий король · g7 чорний пішак · h7 чорний кінь · a6 біла тура · b6 чорний слон · e6 білий кінь · f6 чорний король · g6 чорний пішак · h6 чорний ферзь · h5 чорна тура · d4 білий кінь · h4 чорний пішак · b3 чорний кінь · h3 білий слон · f2 чорна тура · a1 білий ферзь · f1 біла тура | b8 білий слон · e8 білий король · g7 чорний пішак · h7 чорний кінь · a6 біла тура · b6 чорний слон · e6 білий кінь · f6 чорний король · g6 чорний пішак · h6 чорний ферзь · h5 чорна тура · d4 білий кінь · h4 чорний пішак · b3 чорний кінь · h3 білий слон · f2 чорна тура · a1 білий ферзь · f1 біла тура | b8 білий слон · e8 білий король · g7 чорний пішак · h7 чорний кінь · a6 біла тура · b6 чорний слон · e6 білий кінь · f6 чорний король · g6 чорний пішак · h6 чорний ферзь · h5 чорна тура · d4 білий кінь · h4 чорний пішак · b3 чорний кінь · h3 білий слон · f2 чорна тура · a1 білий ферзь · f1 біла тура | b8 білий слон · e8 білий король · g7 чорний пішак · h7 чорний кінь · a6 біла тура · b6 чорний слон · e6 білий кінь · f6 чорний король · g6 чорний пішак · h6 чорний ферзь · h5 чорна тура · d4 білий кінь · h4 чорний пішак · b3 чорний кінь · h3 білий слон · f2 чорна тура · a1 білий ферзь · f1 біла тура | b8 білий слон · e8 білий король · g7 чорний пішак · h7 чорний кінь · a6 біла тура · b6 чорний слон · e6 білий кінь · f6 чорний король · g6 чорний пішак · h6 чорний ферзь · h5 чорна тура · d4 білий кінь · h4 чорний пішак · b3 чорний кінь · h3 білий слон · f2 чорна тура · a1 білий ферзь · f1 біла тура | b8 білий слон · e8 білий король · g7 чорний пішак · h7 чорний кінь · a6 біла тура · b6 чорний слон · e6 білий кінь · f6 чорний король · g6 чорний пішак · h6 чорний ферзь · h5 чорна тура · d4 білий кінь · h4 чорний пішак · b3 чорний кінь · h3 білий слон · f2 чорна тура · a1 білий ферзь · f1 біла тура | b8 білий слон · e8 білий король · g7 чорний пішак · h7 чорний кінь · a6 біла тура · b6 чорний слон · e6 білий кінь · f6 чорний король · g6 чорний пішак · h6 чорний ферзь · h5 чорна тура · d4 білий кінь · h4 чорний пішак · b3 чорний кінь · h3 білий слон · f2 чорна тура · a1 білий ферзь · f1 біла тура | b8 білий слон · e8 білий король · g7 чорний пішак · h7 чорний кінь · a6 біла тура · b6 чорний слон · e6 білий кінь · f6 чорний король · g6 чорний пішак · h6 чорний ферзь · h5 чорна тура · d4 білий кінь · h4 чорний пішак · b3 чорний кінь · h3 білий слон · f2 чорна тура · a1 білий ферзь · f1 біла тура | 1 |
|   | a | b | c | d | e | f | g | h |   |

FEN: 1B2K3/6pn/Rb2Nkpq/7r/3N3p/1n5B/5r2/Q4R2
1. Sg5! ~ 2. Se4#
1. ... Sc5 2. Sde6#
1. ... Sd2 2. Sdf3#
- — - — - — -
1. ... Kxg5 2. Se6#
1. ... Qxg5 2. Rxb6#
Після вступного ходу білих виникає загроза. Чорний кінь, захищаючи від загрози, перекриває в першому варіанті свого зв'язаного слона, а в другому — зв'язану туру. Білі оголошують батарейний мат, при цьому розв'язують чорну фігуру, але вона перекрита чорним конем, і не може контролювати стратегічну лінію атаки батареї білих.